# 1005 в Україні
1005 в Україні — це перелік головних подій, що відбулись у 1005 році на території сучасних українських земель. Також подано список відомих осіб, що народилися та померли в 1005 році.

## Засновані, зведені
- Висоцьк (Сарненський район)
- Дубровиця